# Bartolomeo Beccari
Jacopo Bartolomeo Beccari (Bolonha, Estados Papais, 25 de julho de 1682 — Bolonha, Estados Papais, 18 de janeiro de 1766), historicamente referido como Jacobus Bartholomeus Beccarius ou J.B. Beccarius,  foi um químico italiano, dos principais cientistas de Bolonha, na primeira metade do século XVIII. É conhecido principalmente por ter descoberto o glúten na farinha de trigo.

## Vida
Em 1737 foi o primeiro a ministrar cursos de química em uma universidade da Itália. Realizou pesquisas fundamentais sobre a fosforescência dos corpos, e estudou a medição da intensidade da luz emitida. (De rebus aliisque adamant in phosphorum numerum referendis, 1745). Também estudou a ação da luz sobre sais de prata (De vi, quam ipsa per se lux habet, non colores modo, sed etiam texturam rerum, salvis interdum coloribus, immutandi, 1757). Por seus comentários sobre foraminifera é considerado um dos pioneiros da microbiologia.
Trabalhando na Accademia delle Scienze dell'Istituto di Bologna, Beccari procurou maneiras de fazer as populações resistentes à fome através de um novo tipo de dieta de emergência.
Por suas observações sobre os  foraminíferos é considerado como um dos precursores da microbiologia.